# Красно (Сењ)
Красно (до 2001. Красно Поље) је насељено место у саставу града Сења у Личко-сењској жупанији, Република Хрватска.

## Историја
До територијалне реорганизације у Хрватској налазило се у саставу старе општине Сењ.

## Становништво
На попису становништва 2011. године, Красно је имало 476 становника.

## Попис1991.
На попису становништва 1991. године, насељено место Красно Поље је имало 674 становника, следећег националног састава:
| Попис 1991.‍  | Попис 1991.‍  | Попис 1991.‍ | Попис 1991.‍ | Попис 1991.‍ |
| ------------ | ------------ | ----------- | ----------- | ----------- |
|              |              |             |             |             |
| Хрвати       | Хрвати       |             | 654         | 97,03%      |
| Срби         | Срби         |             | 5           | 0,74%       |
| Албанци      | Албанци      |             | 1           | 0,14%       |
| Црногорци    | Црногорци    |             | 1           | 0,14%       |
| неопредељени | неопредељени |             | 4           | 0,59%       |
| непознато    | непознато    |             | 9           | 1,33%       |
| укупно: 674  |              |             |             |             |